# ひとり (中島みゆきの曲)
「ひとり」は、1984年3月21日に発売された中島みゆきの15作目のシングル。

## 解説
「ひとり」は1984年にリリースされた11作目のアルバム『はじめまして』に、ロックバラードにアレンジされたアルバムバージョンで収録された。シングルバージョンは、ベストアルバム『中島みゆき THE BEST』に初めて収録された。
「海と宝石」は松坂慶子への提供楽曲のセルフカバーである。12作目のアルバム『御色なおし』に、アコースティック・ギターを基調としたアルバムバージョンで収録された。シングルバージョンは、ベストアルバム『Singles』に初めて収録された。
2022年11月28日にこのシングルは、ヤマハミュージックコミュニケーションズにより、ジャケット画像は7インチシングル盤でデジタル・ダウンロード配信された。

## 収録曲
1. ひとり
  - 作詞・作曲：中島みゆき、編曲：船山基紀
2. 海と宝石
  - 作詞・作曲：中島みゆき、編曲：船山基紀

## 収録アルバム
- はじめまして (#1, アルバムバージョン)
- 御色なおし (#2, アルバムバージョン)
- 中島みゆき THE BEST (#1, シングルバージョン)
- Singles (#1,2, シングルバージョン)